# Afrodacarellus leleupi
Afrodacarellus leleupi är en spindeldjursart som först beskrevs av Ryke och Loots 1966.  Afrodacarellus leleupi ingår i släktet Afrodacarellus och familjen Rhodacaridae. Inga underarter finns listade i Catalogue of Life.